# علیرضا کریمی
علیرضا کریمی ماچیانی (زادهٔ ۱ فروردین ۱۳۷۳) کشتی‌گیر اهل ایران است که در دسته‌های ۸۶ و ۹۲ کیلوگرم کشتی آزاد فعالیت می‌کند. او دارندهٔ یک مدال نقرهٔ و دو برنز از مسابقات قهرمانی کشتی جهان در سال‌های ۲۰۱۵، ۲۰۱۸ و ۲۰۱۹، برندهٔ مدال طلای بازی‌های آسیایی ۲۰۱۸ و نیز قهرمان سه دورهٔ رقابت‌های قهرمانی کشتی آسیا است و همچنین او  قهرمان و پرچم دار ایران و دارنده مدال طلای بازی های همبستگی کشور های اسلامی در قونیه ترکیه در سال ۲۰۲۱ است   . او در شانس مجدد مسابقات قهرمانی کشتی زیر ۲۳ سال جهان ۲۰۱۷ وزن ۸۶ کیلو، به دستور مربی ایرانی خود به ایراکلی متسیتوری از گرجستان بازی را عامدانه واگذار کرد و توسط وی ضربه فنی شد؛ زیرا به مربی ایران خبر رسیده بود که یوری کلاشنیکف آزادکار اسرائیل به مدال برنز دست پیدا کرده و کشتی‌گیر ایرانی نبایستی در اهدای مدال کنار کشتی‌گیر اسرائیلی بایستد؛ ویدیو این ماجرا در اینترنت منتشر و با نام «تو باید ببازی» معروف شد.وی همچنین در مسابقات قهرمانی کشتی زیر ۲۳ سال جهان ۲۰۱۸ در بوداپست و در مرحله ۱/۸ نهایی با کشتی‌گیر اسرائیلی رودرو شد که مجبور به انصراف از مسابقه شد.

## فعالیت ورزشی

### ۲۰۱۵؛ قهرمان آسیا، سوم جهان
در رقابت‌های قهرمانی آسیا ۲۰۱۵ در دوحه، علیرضا کریمی توانست عظمت دولت بیکف از قزاقستان را ۹ بر صفر، امیدجان عثمانف از ازبکستان را ۵ بر ۲ و آتسوشی ماتسوموتو از ژاپن را ۶ بر ۲ شکست بدهد و به عنوان نخست وزن ۸۶ کیلوگرم دست یابد.
کریمی در ۱۲ سپتامبر در مسابقات قهرمانی جهان در لاس وگاس شرکت کرد. کریمی در رقابت نخست خود امیدجان عثمانف از ازبکستان را با امتیاز فنی عالی (۱۱–۰) شکست داد و در دیدار دوم نیز پیوتر ایانولوف از مولداوی را با نتیجهٔ ۱۴ بر ۷ شکست داد. او در سومین مبارزه ویل هینو از فنلاند را ۱۰ بر صفر شکست داد و راهی دور یک‌چهارم نهایی شد و با برتری ۱۴–۴ بر ابراگیم آلداتوف به نیمه‌نهایی گام نهاد و در این مرحله به عبدالرشید سعدالله‌اف روس ۶ بر ۲ باخت و با برتری ۱۲ بر ۰ برابر میهایل گانف از بلغارستان به نشان برنز دست یافت.

### ۲۰۱۶؛ شرکت در المپیک
کریمی در ۱۵ آوریل ۲۰۱۶ در مسابقات انتخابی تیم ایران در المپیک شرکت کرد و با برتری مقابل رضا بیات، میثم مصطفی جوکار و احسان لشگری توانست به عنوان قهرمانی وزن ۸۶ کیلوگرم دست پیدا کند.
علیرضا کریمی در ۲۰ اوت ۲۰۱۶ در المپیک ریو با نتیجهٔ ۹ بر ۰ محمد سعداوی از تونس و با نتیجهٔ ۷ بر ۲ میهایل گانف از بلغارستان را شکست داد ولی در رقابت سوم ۵ بر ۱ مغلوب جیدن کاکس از آمریکا شد و با توجه به شکست کاکس مقابل سلیم یاشار از ترکیه در مسابقهٔ نیمه‌پایانی، کریمی از دور رقابت‌ها کنار نرفت.

### ۲۰۱۷؛ قهرمان آسیا، محرومیت
در ۱۴ مه علیرضا کریمی در دهلی نو با شکست دادن نایریسیگا از چین (۱۱—۰)، گوانگ اوک کیم از کره جنوبی (۷ بر صفر)، اونوربات پروجاو از مغولستان (۱۱ بر صفر) و عظمت دولت‌بیکوف از قزاقستان (۱۲–۱) برای دومین بار به مدال طلای آسیا رسید.
در ۲۵ نوامبر کریمی در مسابقات قهرمانی زیر ۲۳ سال جهان شرکت کرد. وی در رقابت نخست مقابل جبرئیلف از روسیه قرار گرفت و در حالی که از حریف خودش پیش بود با دستور مربیان تیم ایران که با فریاد «باید ببازی» دستور شکست را به او داده بودند حالت انفعالی در پیش گرفت و مقابل حریف شکست خورد. این باخت برای جلوگیری از رویارویی با حریف اسرائیلی در دور بعد و در راستای سیاست حکومت ایران بود که مانع رویارویی ورزشکاران ایرانی با اسرائیلی‌ها می‌شود و ورزشکارانی که از این سیاست پیروی نکنند را با جریمه مواجه می‌کند.
کریمی پس از این باخت گفت: «وقتی گفتند باید ببازی دنیا روی سرم خراب شد». بسیاری از کاربران ایرانی در شبکه‌های اجتماعی نیز با استفاده هشتگ #باید_ببازی به این باخت واکنش نشان دادند و از سیاست حکومت ایران مبنی بر عدم رویارویی ورزشکاران این کشور با اسرائیلی‌ها انتقاد کردند.
در همین حال فدراسیون کشتی ایران در بیانیه‌ای از این کار علیرضا کریمی قدردانی کرد. فدراسیون کشتی در این بیانیه خطاب به کریمی نوشت: «این دومین باری است که تو با گذشتن از حق خودت، در مظلومیت تمام، از مظلومیت مردم فلسطین دفاع می‌کنی، مردمی که شاید هیچ‌گاه در جریان این فداکاری تو نباشند.»
سید علی خامنه‌ای رهبر جمهوری اسلامی ایران نیز در آذر ۱۳۹۶ با علیرضا کریمی دیدار کرد و برای این باخت و عدم رویارویی با کشتی‌گیر اسرائیلی، از وی تقدیر کرد و انگشتر عقیق خود را به نشانهٔ حمایتش به او هدیه داد.
اتحادیه جهانی کشتی به دلیل این اقدام، وی را به مدت شش ماه از فعالیت ورزشی و حضور در مسابقات محروم کرد و مربی وی نیز به مدت دو سال از حضور در مسابقات بین‌المللی محروم شد.

### ۲۰۱۸؛ نشان طلای بازی‌های آسیایی، مدال برنز جهان
علیرضا کریمی ۱۹ اوت ۲۰۱۸ در مسابقات وزن ۹۷ کیلوگرم بازی‌های آسیایی ۲۰۱۸ در رقابت نخست خود تاکشی یاماگوچی از ژاپن را با نتیجهٔ ۱۱ بر صفر شکست داد و رقابت دوم خود به مصاف ماگومد ابراگیموف از ازبکستان رفت و در کمتر از دو دقیقه او را ضربه فنی کرد. کریمی در رقابت پایانی برابر ماگومد موسائف از قرقیزستان قرار گرفت و با پیروزی ۶–۰ برابر این حریف به مدال طلای بازی‌ها دست یافت.
کریمی سپس در رقابت‌های قهرمانی جهان ۲۰۱۸ در بوداپست در دستهٔ ۹۲ کیلوگرم شرکت کرد. او در این مسابقات ابتدا ریکاردو بائز از آرژانتین را با امتیاز فنی عالی (۱۰–۰) و سپس شریف شریفف قهرمان المپیک ۲۰۱۲ را با نتیجهٔ ۷ بر صفر از پیش رو برداشت و با پیروزی ۱۲ بر ۱ برابر باتیربک تساکولف از روسیه به نیمه‌نهایی راه یافت. او در دیدار نیمه‌نهایی همانند المپیک ریو به جیدن کاکس از آمریکا با حساب ۵ بر ۲ باخت و نتوانست به رقابت نهایی راه یابد. کریمی در رقابت برای کسب مدال برنز به مصاف داتو مارساگیشویلی از گرجستان رفت و با پیروزی ۱۲–۱ برابر این حریف، نشان برنز این رقابت‌ها را برای دومین بار به دست آورد.

### ۲۰۱۹؛ سومین قهرمانی آسیا، نایب قهرمانی جهان
کریمی در آوریل ۲۰۱۹ با کسب ۴۱ امتیاز و بدون از دست دادن امتیاز قهرمان شد. وی در رقابت‌های وزن ۹۲ کیلوگرم چنگیز کریم کولوف از قرقیزستان، آتسوشی ماتسوموتو از ژاپن و عزیزبک سولیف از ازبکستان را با نتایج مشابه ۱۰–۰ و در دیدار پایانی ویکی چاهار از هند را با نتیجهٔ ۱۱–۰ شکست داد.
علیرضا کریمی پس از قهرمانی آسیا در وزن ۹۲ کیلوگرم رقابت‌های قهرمانی جهان ۲۰۱۹ شرکت کرد. او در این تورنمنت گئورگی روبایف کشتی‌گیر روسی‌الاصل تیم مولداوی را ۱۲–۱، لیوبومیر ساگالیوک از اوکراین را ۱۲–۲ و علیخان جبرائیل‌اف از روسیه را ۱۰–۰ شکست داد و به رقابت نهایی راه یافت. او در این مسابقه برابر جیدن کاکس آمریکایی قرار گرفت و با نتیجهٔ ۴ بر صفر به کاکس باخت و به نشان نقره رسید.

### ۲۰۲۱؛ نقره جام متئو پلیکونه، برنز جام زیلکوفسکی
او در این مسابقات که به میزبانی ایتالیا برگزار و به منظور مشخص شدن رنکینگ کشتی گیران جهان برگزار می‌شد توانست پس از استراحت در دور نخست در دور دوم هایدن زیلمر از آمریکا را ۶ بر ۳ شکست دهد و به نیمه نهایی برود؛ او در نیمه نهایی ابراهیم جیتفجی از ترکیه را ۱۰ بر ۰ شکست داد و به فینال رسید. او در فینال این مسابقات ۳ بر ۳ نتیجه را به کالین مور از آمریکا واگذار کرده و به مدال نقره بسنده کرد.
کریمی در مسابقات کشتی جام زیلکوفسکی که به منظور انتخابی المپیک ۲۰۲۰ توکیو برگزار شد، با استراحت در دور نخست توانست در دور دوم آبراهام کونیدو از ایتالیا را ۱۱ بر ۱ شکست دهد و به نیمه نهایی برسد؛ او در نیمه نهایی مقابل محمدحسین محمدیان از ایران ۲ بر ۲ نتیجه را واگذار کرد و به رده‌بندی راه یافت. او در رده‌بندی این مسابقات کالین مور از آمریکا را ۲ بر ۲ شکست داد و به مدال برنز رسید؛ با توجه به کسب مقام سوم در این مسابقات، او موفق به کسب سهمیه المپیک ۲۰۲۰ توکیو نشد.

### بازی‌های همبستگی اسلامی ۲۰۲۱
در وزن ۸۶ کیلوگرم علیرضا کریمی در دور اول با نتیجه ۱۰ بر صفر نوتیلک کاریپبایف از قرقیزستان را از پیش رو برداشت. وی دور بعد با نتیجه ۱۰ بر صفر بنفر فاتح از الجزایر را مغلوب کرد و به دیدار فینال راه یافت. وی در دیدار پایانی در حالی که با نتیجه ۹ بر صفر مقابل ابوبکر آباکاروف از آذربایجان پیش بود و با توجه به ادامه ندادن حریف به دلیل مصدومیت، به پیروزی رسید و به مدال طلا دست یافت.